# Ludisia discolor
Ludisia discolor là một loài thực vật thuộc họ Lan. Nó là loài bản địa Đông nam Á như Việt Nam, Lào, Thailand, Indonesia... Nó là loài lan mọc trên đất. Cây cao khoảng 20 cm, thân tròn có nhiều nách. Lá trơn hình trứng hay hình ê líp, mặt trên màu xanh đen, mặt dưới của lá màu tím đỏ.